# Thor Strömman
Thor Strömman, född den 6 november 1865 i Gökhems församling, Skaraborgs län, död den 21 september 1936 i Danderyds församling, Stockholms län, var en svensk jurist. 
Strömman blev student vid Uppsala universitet 1883 och avlade juris utriusque kandidatexamen där 1889. Han blev vice häradshövding 1892, tillförordnad fiskal i Svea hovrätt 1894, adjungerad ledamot där 1897, ordinarie fiskal 1898 och assessor 1901. Strömman var vice auditör vid Första Svea artilleriregemente 1893–1898, hovrättsråd i Svea hovrätt 1909–1932, ordförande i Vattenöverdomstolen 1919–1921 och divisionsordförande 1918–1931. Han  blev riddare av Nordstjärneorden 1910 och kommendör av andra klassen av samma orden 1923. Strömman vilar på Djursholms begravningsplats.